# Sínia del Mas de la Serra
La Sínia del Mas de la Serra és una obra del municipi de Talamanca (Bages) inclosa en l'Inventari del Patrimoni Arquitectònic de Catalunya.

## Descripció
És un conjunt format per una bassa, una sínia, un aqüeducte i un dipòsit. La sínia té planta quadrangular amb coberta a dues aigües (actualment ensorrada). El parament és de pedra i morter, té una porta d'accés amb arc rebaixat de maons i dues petites finestres. A l'exterior conserva el mecanisme al capdamunt d'un mur estret i allargat situat al mig de la bassa d'on es recollia l'aigua. Des de la paret de llevant surt un aqüeducte de 36 metres de llarg, format per pilars rectangulars, vuit voltes amb l'intradós fet de maons en plec de llibre i una estreta canalització per on circulava l'aigua. El dipòsit on es guardava l'aigua és quadrangular, reforçat a l'exterior per dos petits contraforts.
Aquesta sínia permetia regar els horts que antigament hi havia en aquest terreny: l'aigua era recollida per la bassa, remuntada pel sistema mecànic de la sínia i conduïda per l'aqüeducte cap a un dipòsit.